# Stig Herlitz
Stig Axel Herlitz, född 25 november 1907 i Stockholm, död 22 november 1987 på Ingarö, var en svensk läkare. 
Herlitz medverkade som barnskådespelare i filmen Anna-Clara och hennes bröder (1923). Han avlade studentexamen 1927 samt blev vid Karolinska institutet medicine kandidat 1930 och medicine licentiat 1935. Han innehade förordnanden som underläkare vid Serafimerlasarettet, Sankt Görans sjukhus och Eira sjukhus 1935-1944. Han blev därefter extra läkare och 1947 överläkare på hudkliniken vid Örebro lasarett. Från 1944 var han även föreståndare för Örebro stads poliklinik för könssjuka. Han flyttade senare tillbaka till Stockholm där han tillbringade sina sista år.
Gift med Britt Herlitz (född Ödman) med vilken han fick två söner Peter Herlitz och Anders Herlitz.